# Pachyparnus formosanus
Pachyparnus formosanus är en skalbaggsart som beskrevs av Bollow 1940. Pachyparnus formosanus ingår i släktet Pachyparnus och familjen öronbaggar. Inga underarter finns listade i Catalogue of Life.